# Robert Culp
Robert Culp (født 16. august 1930, død 24. marts 2010) var en amerikansk skuespiller og manuskriptforfatter, kendt fra sine roller på tv.
Han opnåede internationalt ry for sin rolle som Kelly Robinson i tv-serien I Spy (Tv-serie), som kørte fra 1965 til 1968, en spionserie, hvor han og Bill Cosby spillede hemmelige agenter.